# Бояджиев, Мартин
Мартин Михайлов Бояджиев (болг. Мартин Михайлов Бояджиев; род. 11 мая 1987) — болгарский профессиональный хоккеист, нападающий софийского клуба «Ирбис-Скейт». Игрок сборной Болгарии по хоккею с шайбой и ассистент тренера молодёжной сборной Болгарии.

## Биография
Мартин Бояджиев родился 11 мая 1987 года в Болгарии. Воспитанник хоккейного клуба «Славия» София, дебютировал за клуб в сезоне 2003/04, в составе клуба сразу завоевав титул чемпиона и кубок Болгарии по хоккею с шайбой. Сезон 2004/05 провёл в софийском ЦСКА, затем вернулся в «Славию», где выступал до 2011 года, завоевал четыре титула и трижды стал обладателем кубка страны. В 2012 году сыграл несколько матчей в турецкой суперлиге за команду «Трува», затем перешёл в ЦСКА и выступал за клуб до 2015 года. В 2015 году Мартин стал одним из основателей нового хоккейного клуба «Ирбис-Скейт» в Софии, за который он стал выступать как игрок.
Выступал в юниорских и молодёжных чемпионатах мира за команду Болгарии. С 2005 года выступает за основную национальную команду. В 2015 году был капитаном сборной. Также в 2015 году Мартин работал помощником главного тренера юниорской сборной Болгарии, а на чемпионате мира 2018 года сам возглавлял сборную.
На турнире юношеского чемпионата мира (III Дивизион) 2019 года участвовал, как линейный судья.